# Workers & Resources: Soviet Republic
Workers & Resources: Soviet Republic — комп'ютерна гра, розроблена студією 3Division Entertainment та випущена компанією Hooded Horse 20 червня 2024 року для операційної системи Microsoft Windows. Це симулятор будівництва міста з елементами стратегічної та економічної гри, дія якої відбувається в умовах радянської держави часів Холодної війни.

## Геймплей
Геймплей гри значною мірою зосереджений на інтенсивному управлінні логістикою та бруталістському дизайні міст, що вимагає належної інфраструктури, персоналу та транспорту для виробництва товарів держави. Гравці можуть вибирати між порожньою або населеною картою (різниця полягає в тому, що на населених картах вже є часткова дорожня інфраструктура, історичні села та базові послуги). Гравець може увімкнути або вимкнути додаткові механіки, такі як складне навчання, комунальні послуги, сезони та інші.
Громадяни мають два основні чинники: здоров'я та щастя. Якщо рівень щастя занадто низький, вони покидають країну. Якщо їхнє здоров'я занадто погане, вони помирають. Ці проблеми можна вирішити, будуючи медичну інфраструктуру, забезпечуючи постійне постачання продуктів харчування, а також зводячи культурні будівлі, такі як театри, спортивні майданчики, бари, релігійні установи тощо. Для оплати можна використовувати дві валюти: рублі та долари. Якщо у вас немає ресурсів або робочої сили для будівництва або виробництва товарів, ви можете імпортувати їх за рублі на Східних митницях або за долари на Західних митницях.

### Туторіали
У грі є три набори туторіалів, що охоплюють основні механіки (будівництво, ланцюги постачання, закон і порядок), транспорт (громадський транспорт, міжнародна торгівля, авіація та кораблі) та енергетичні мережі (комунальні послуги та сезони). Вони допомагають гравцеві налаштувати кожен механізм гри.

### Кампанії
На цей момент у грі є дві кампанії, які допомагають гравцеві побудувати свою Радянську республіку, одночасно вивчаючи окремі туторіали. Перша кампанія проходить в прибережній долині, де гравець вчиться організовувати видобуток ресурсів, виробництво основних матеріалів і надання публічних послуг. [Друга кампанія поки що невідома.]

### Майстерня Steam
Workers and Resources: Soviet Republic також має майстерню спільноти, де гравці можуть створювати нові текстури будівель/транспортних засобів, скрипти або навіть нові карти з унікальними ландшафтами.

## Розробка та випуск
Workers & Resources: Soviet Republic була розроблена на основі попереднього успіху інших подібних ігор жанру, таких як Cities: Skylines і Transport Fever. На відміну від попередніх ігор, головна мета Workers & Resources: Soviet Republic полягала в симуляції економічних систем комуністичних держав, зокрема економік країн Східного блоку в період Холодної війни, а сама гра відбувається між 1960-ми і 1990-ми роками; обмеження за часом у грі немає.
Гра була вперше випущена в ранньому доступі на Steam 15 березня 2019 року. У лютому 2023 року гру було знято з Steam через DMCA takedown, поданий творцем контенту щодо прав на реалістичний режим, який фанат створив і який 3Division планувала включити із вказанням авторства у пізнішій версії гри. Юридичну проблему було вирішено на початку березня 2023 року, і гру повернули на Steam.
Гра була анонсована як така, що покидає ранній доступ, із випуском версії 1.0 20 червня 2024 року. Перший DLC, Biomes, був випущений одночасно з повною версією гри, додаючи тундру, пустелю та тропічні ландшафти, кожен з яких має свої унікальні проблеми, такі як обмежене землеробство, транспортні труднощі та обмежена лісозаготівля.
DLC для Workers & Resources: Soviet Republic під назвою Help for Ukraine було випущено 28 листопада 2024 року. Воно пропонує спеціальний вміст, спрямований на підтримку України, і дозволяє гравцям допомагати через механіки гри. Усі кошти, отримані від продажу цього DLC, спрямовуються на гуманітарну допомогу.
Друге DLC — World Maps, додає 10 карт, заснованих на ландшафтах Австрії, Великої Британії, Чехії, Східної Німеччини, Естонії, Франції, Північної Кореї, Польщі, Центрального Атлантичного узбережжя США та Югославії. DLC було випущено 13 грудня 2024 року.

## Відгуки
Workers & Resources отримала здебільшого позитивні відгуки від критиків і гравців під час раннього доступу, хоча деякі критики зауважили відсутність туторіалів на початкових етапах гри.